# Funda
Funda je priimek v Sloveniji, ki ga je po podatkih Statističnega urada Republike Slovenije na dan 1. januarja 2010 uporabljalo 51 oseb in je med vsemi priimki po pogostosti uporabe uvrščen na 7.430. mesto.

## Znani nosilci priimka
- Jože Funda (*1954), gospodarstvenik
- Zvone Funda (*1948), igralec